# 布雷特·布恩
布雷特·羅伯特·布恩（英語：Bret Robert Boone，1969年4月6日—），為前美國職棒大聯盟的二壘手，目前在德州遊騎兵擔任打擊教練，生涯曾效力過水手、紅人、勇士、教士與雙城等隊。布恩生涯共入選3次明星賽，拿下4座金手套獎和2座銀棒獎。他的父親和祖父都是大聯盟球員，弟弟亞倫·布恩目前是紐約洋基的總教練。

## 職業生涯

### 西雅圖水手
布恩在1992年登上大聯盟，隔年他敲出12轟，刷新隊史二壘手單季全壘打紀錄。後來球隊在那年將他交易到紅人，換來Erik Hanson。
2001年，布恩重返水手，並再度入選明星賽。這年他打回141分打點，成功拿下美聯打點王。同時他的打擊率高達3成31，並敲出37轟。最後他在MVP票選上拿下第三名。當時水手拿下史詩級的單季116勝，不過很可惜在美聯冠軍賽被洋基淘汰。
隔年布恩拿下金手套獎，並敲出24轟與34支二壘安打。5月2日，他和麥克·喀麥隆成為唯一一對在同一局敲出雙響砲的隊友檔。

### 明尼蘇達雙城
2005年7月3日，水手將布恩指定讓渡。後來球隊將他交易到雙城，換來一名日後指定球員。他在雙城僅出賽14場比賽，就在8月1日被球隊釋出。整季他繳出2成21的打擊率，並敲出7轟與37分打點。

### 紐約大都會
2006年1月4日，布恩與大都會簽下小聯盟約。但他受邀參加大聯盟春訓後沒多久，布恩就因為對棒球失去熱情而短暫退休。

### 華盛頓國民
2008年2月18日，布恩重返職棒，並和國民簽下小聯盟合約。而他也成功受邀參加大聯盟春訓，不過他在春訓的打擊率不到2成，因此開季被下放3A。5月28日，布恩宣布正式退休。
2010年，布恩曾短暫在金色棒球聯盟執教。但他只執教四場比賽就因為家庭因素而辭職。

#### 禁藥疑雲
2001年，荷西·坎塞柯在其出版的書籍中宣稱布恩曾在該年的春訓比賽中使用興奮劑。不過布恩駁斥了此一說法，並表示自己和坎塞柯從來沒有在該年春訓同場出賽。事實上，坎塞柯在春訓面對水手隊的5場比賽中從來沒有站上二壘過，最後甚至在3月28日就被天使隊裁掉。

## 生涯打擊成績
| 出賽次數 | 打席 | 打數 | 得分 | 安打 | 二安 | 三安 | 全壘打 | 打點 | 盜壘 | 保送 | 三振 | 打擊率 | 上壘率 | 長打率 | OPS  |
| -------- | ---- | ---- | ---- | ---- | ---- | ---- | ------ | ---- | ---- | ---- | ---- | ------ | ------ | ------ | ---- |
| 1780     | 7433 | 6683 | 927  | 1775 | 366  | 28   | 252    | 1021 | 94   | 552  | 1295 | .266   | .325   | .442   | .767 |

## 外部連結
- 球員資訊和成績在MLB ，ESPN ，Retrosheet ，Baseball Reference ，Baseball Reference (Minors) ，Fangraphs ，The Baseball Cube （英文）